# Haploglenius peruvianus
Haploglenius peruvianus är en insektsart som beskrevs av Van der Weele 1909. Haploglenius peruvianus ingår i släktet Haploglenius och familjen fjärilsländor. Inga underarter finns listade i Catalogue of Life.